# Malik Dixon
Malik Dixon (Chicago, Illinois; 7 de septiembre de 1975) es un exjugador de baloncesto estadounidense. Con 1.88 de estatura, su puesto natural en la cancha era el de base.

## Trayectoria
- Dakota Wizards (1999–2000)
- CSP Limoges (2000-2001)
- Dakota Wizards (2001)
- Den Helder Seals (2001)
- Biella (2001–2002)
- Guaros de Lara (2003)
- Pavia (2003-2004)
- Maccabi Rishon (2004–2005)
- Galatasaray (2005–2006)
- Panellinios (2006)
- Breogán Lugo (2006–2007)
- Hapoel Holon (2007–2008)
- KK Zadar (2008–2009)
- Maccabi Haifa (2009)